# Brickellia anomala
Brickellia anomala là một loài thực vật có hoa trong họ Cúc. Loài này được (B.L.Turner) ined. mô tả khoa học đầu tiên.